# Sport à Nîmes
Cet article fournit diverses informations sur les activités sportives dans la ville de Nîmes en France.

## Principaux clubs sportifs
La ville de Nîmes compte 260 associations sportives, couvrant 60 disciplines.

### Football
Le football à Nîmes est souvent représenté par le Nîmes Olympique, qui est le principal club de la ville, créé en 1937 après la disparition du Sporting Club Nîmois. Il est un club professionnel depuis 2008 et il l'a été de 1938 à 2004. Il a remporté le Championnat de France de football D2 1949-1950 et a participé à des coupes d'Europe. Il évolue cette saison en Ligue 2 2012-2013, 2e division française. Le Nîmes Olympique permet à Nîmes de répondre à Montpellier au niveau régional, c'est la principale rivalité que connaissent les crocodiles. Les confrontations entre les deux clubs sont toujours des événements qui attirent beaucoup de supporters. Mais il n'est pas le seul club à Nîmes, il y a 12 autres clubs de football, parmi cela on trouve entre autres le CO Lassallien et le SC Castanet, les clubs qui ont réussi à aller jusqu'à la CFA2.
En ce qui concerne les infrastructures, on trouve le stade des Costières qui peut accueillir jusqu'à 18 482 personnes assises, il est inauguré le 15 février 1989 lors d'un match de l'Équipe de France de football A'. Le premier match des crocos est la rencontre contre le FC Montceau mais seulement 3 647 spectateurs s'y sont rendus. La plus grande affluence du Stade est la réception de l'OM lors de la saison 1991-1992 de Division 1 avec 25 051 personnes présentes. Le Nîmes Olympique possède le record d'affluence pour un match de troisième division avec la rencontre contre le Stade lavallois et une victoire 3 buts à 1 pour signer la remonter du club en Ligue 2. On trouve aussi le Stade Jean-Bouin ancien stade des clubs nîmois.
| Club de football                 | Statut        |
| -------------------------------- | ------------- |
| Nîmes Olympique                  | Professionnel |
| Association Soleil Levant Nîmes  | Amateur       |
| AS Courbessac                    | Amateur       |
| AS Mahoraise Nîmoise             | Amateur       |
| AS Nîmes-Camarguais Football     | Amateur       |
| CS Cheminots Nîmois Football     | Amateur       |
| FC Zup-Nord Nîmes                | Amateur       |
| Gazelec Football                 | Amateur       |
| JS Chemin Bas d'Avignon Football | Amateur       |
| Luna Sportif Mahorais Nîmois     | Amateur       |
| CO Lassallien                    | Amateur       |
| Olympique Mas de Mingue          | Amateur       |
| SC Castanet                      | Amateur       |

### Handball

#### Handball masculin
Le handball masculin de Nîmes est représenté principalement par l'USAM Nîmes Gard fondé en 1960 sous l'impulsion d'anciens élèves de l'établissement scolaire du Mont Duplan d'où le club tire son nom. Il a participé à 19 reprises au Championnat de Division 1 en le remportant 4 fois (1988, 1990, 1991 et 1993). Le club a subi des difficultés financières qui l'ont emmenés en deuxième division mais le club a su s'en sortir pour retrouver l'élite en 2001.
Dans les coupes nationales l'USAM a remporté 3 fois la Coupe de France (1985, 1986 et 1994) et s'est incliné en finale en 1989. Pour la Coupe de la Ligue le club gardois a atteint au maximum les 1/2 finales en 2008 où ils ont été éliminés par le Montpellier Agglomération Handball.
Les rencontres entre l'USAM et le MAHB sont devenues des rencontres attendues le derby du Languedoc rendu possible grâce à la proximité des deux villes. Même si les statistiques sont en faveur du club de l'Hérault, les Gardois ont réalisé lors de la saison 2011-2012 l'exploit de battre le club de Montpellier sur un score de 25 à 21 alors invaincu depuis le début de la saison.
Le club évolue actuellement en Division 1 2013-2014.

#### Handball féminin
Le handball féminin dans la ville de Nîmes est représenté au plus niveau (Division 1) par le HBC Nîmes, club fondé le 23 novembre 1971. Le HBCN a participé à 17 saisons (1re en 1995-1996) à la première division française dont 16 consécutivement depuis 1997. La meilleure performance en championnat élite pour les gardoises est la 3e place acquise en 1998-1999. Elles ont également remporté le Championnat de D2 en 1997.
Au niveau des coupes nationales, le club a disputé 3 finales de Coupe de France en 1999, 2003 et 2011, alors qu'en Coupe de la ligue, elles ont atteint la finale une seule fois en 2010.
Le HBC Nîmes a participé deux fois à la Coupe des Coupes en échouant à deux reprises en 1/8e de finale. En Coupe EHF, les Nîmoises pour leurs deux participations sont éliminées en 16e et en 1/8e de finale. Puis enfin la Coupe Challenge où le HBCN s'est imposé par deux fois (2001 et 2009) en devenant le premier club français à remporter une compétition internationale, lors de leurs deux autres participations, les filles du HBCN échoueront aux portes de la finale.
Le club évolue actuellement en Division 1 2012-2013.
| Club de handball             |
| ---------------------------- |
| USAM Nîmes Gard              |
| HBC Nîmes                    |
| CS Cheminots Nîmois Handball |

### Football Américain
La commune possède également un club de Football Américain, les Centurions de Nîmes fondé en 1998, évoluant en championnat de france de 2ème division. Les Centurions ont remporté le Casque d'Argent en 2003 et 2 fois le Casque d'Or en 2009 et 2013.

## Principaux équipements sportifs
La ville de Nîmes est propriétaire de 202 des 481 équipements sportifs que compte la commune. Parmi ces derniers se trouvent notamment :
- 32 complexes, stades ou gymnases (dont le stade des Costières).
- 3 salles omnisports et spécialisées (dont le Parnasse et un boulodrome couvert ultra moderne).
- 5 piscines couvertes (dont le stade nautique Nemausa, inaugurée en septembre 2007 ; piscine non-olympique (car quelques centimètres manquants pour obtenir la conformité) comprenant une fosse de plongée d'une profondeur de 13 mètres).
- 1 skatepark de 1 500 m2.
- 1 hippodrome (hippodrome des Courbiers).
- 1 aérodrome (aérodrome de Nîmes-Courbessac).

Le circuit automobile de courses de Lédenon est situé quant à lui sur la commune du même nom, à 10 kilomètres de Nîmes.

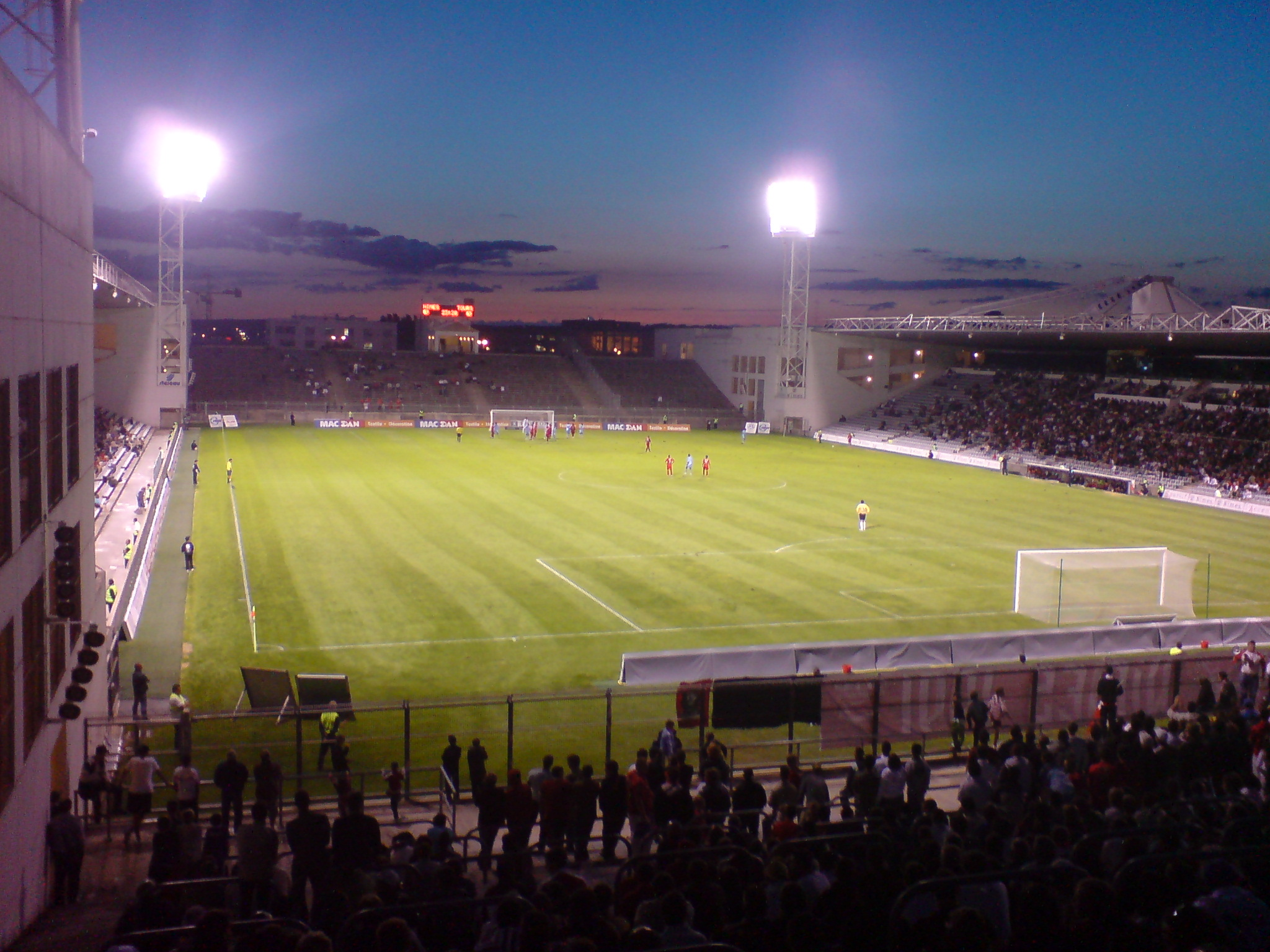
Le stade des Costières.
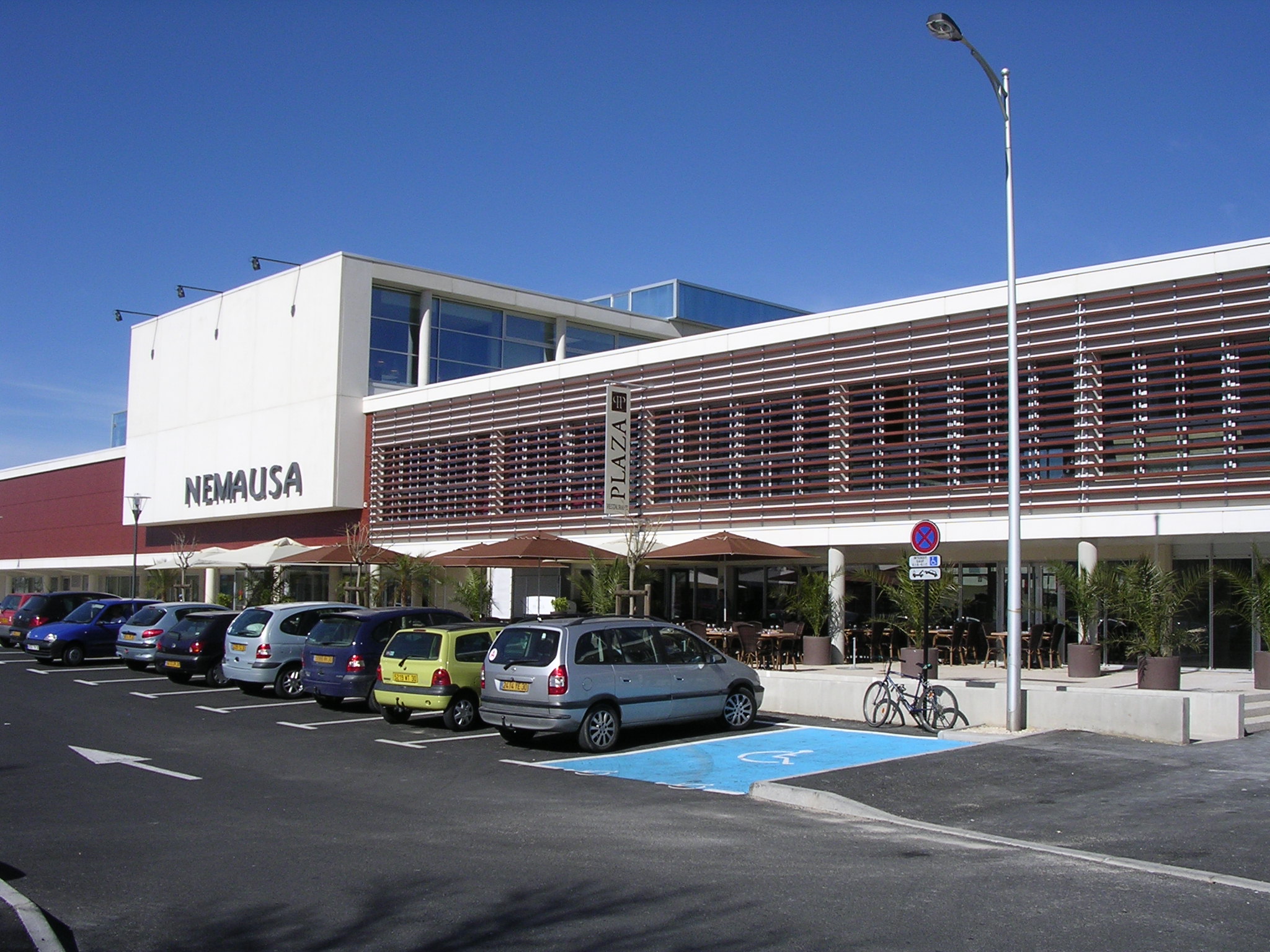
Le stade nautique Nemausa.
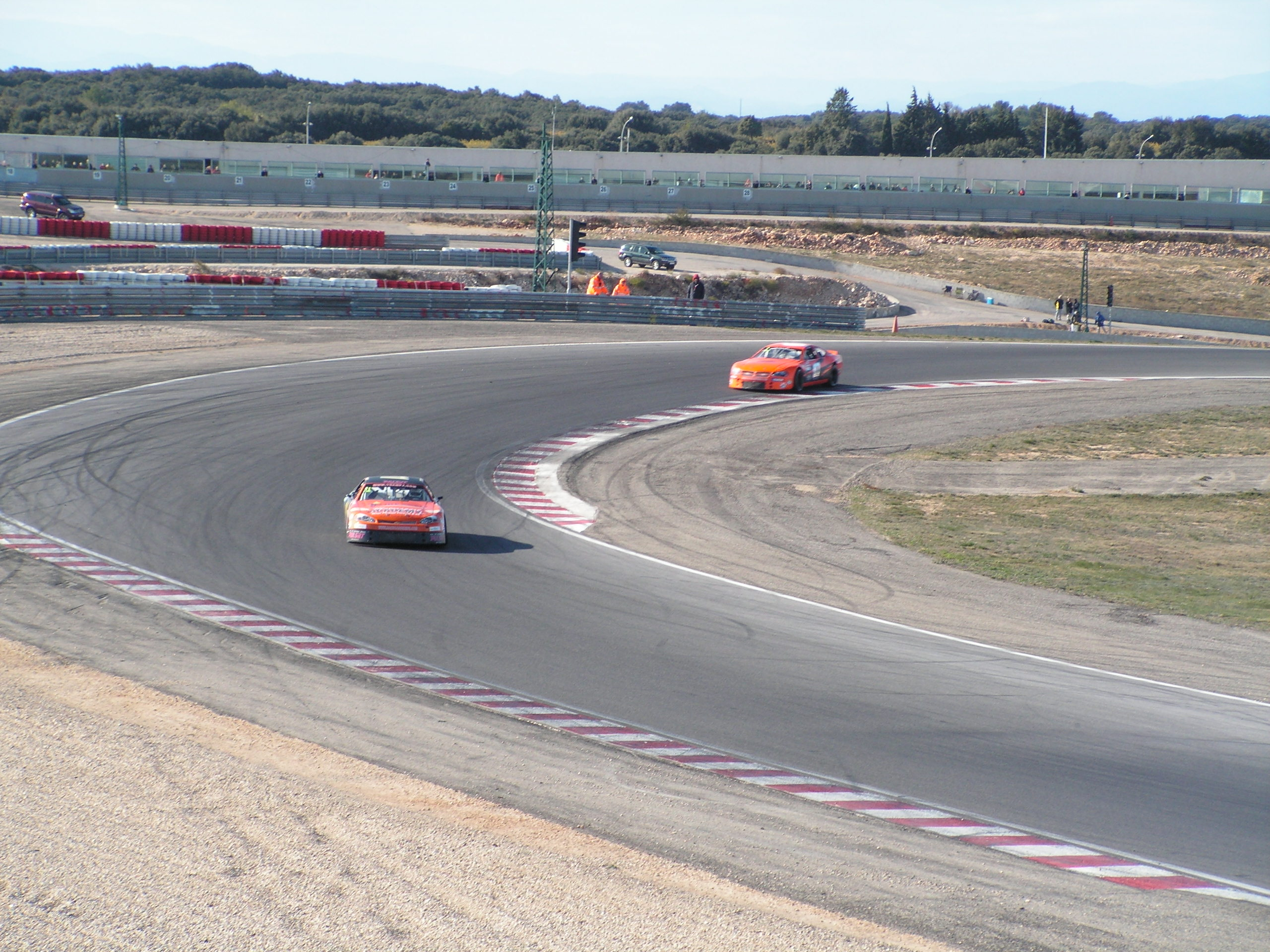
Le circuit de Lédenon.

## Événement sportif
Voir Catégorie:Événement sportif à Nîmes

### Tour de France
- 2004 : 14e étape
- 2008 : 13e étape
- 2008 : 14e étape
- 2014 : 15e étape
- 2019 : 16e étape

### Tour d'Espagne
- 2017 : 1re étape
- 2017 : 2e étape